# OPPO Reno10 Pro 5G
OPPO Reno10 Pro 5G（オッポ リノテン プロ ファイブジー）とは、オウガ・ジャパンが2023年に発売したスマートフォンである

## 概要
Reno10 Pro 5Gは、既存のOPPO Renoシリーズに、上位機種のProモデルとなる形で、Renoシリーズ8作目の製品としてオウガ・ジャンパンが開催した新製品発表会にて2023年9月28日に発表、同年10月6日に発売されたスマートフォンである。
80W急速充電と120Hzのリフレッシュレートに対応。6.7インチの10億色有機ELディスプレイで鮮やかでなめらかなディスプレイを搭載。また本体上部にIR（赤外線）機能を搭載し、赤外線対応の家電を操作することができる。